# Synchronizované plavání na Letních olympijských hrách 2024
Synchronizované plavání na Letních olympijských hrách 2024 v Paříži se bude konat od 5. do 10. srpna 2024 na sportovišti Piscine olympique de Saint-Denis.

## Medailistky
| Soutěž   | Zlato | Stříbro | Bronz |
| -------- | --- | --- | --- |
| Dvojice  | Čína (CHN) · Wang Liou-i · Wang Čchien-i                                                                       | Velká Británie (GBR) · Kate Shortmanová · Isabelle Thorpeová                                                                                         | Nizozemsko (NED) · Bregje de Brouwerová · Noortje de Brouwerová                                                                                  |
| Družstva | Čína · Chang Hao · Feng Yu · Wang Ciyue · Wang Liuyi · Wang Qianyi · Xiang Binxuan · Xiao Yanning · Zhang Yayi | Spojené státy americké · Anita Alvarez · Jaime Czarkowski · Megumi Field · Keana Hunter · Audrey Kwon · Jacklyn Luu · Daniella Ramirez · Ruby Remati | Španělsko · Txell Ferré · Marina García Polo · Lilou Lluís Valette · Meritxell Mas · Alisa Ozhogina · Paula Ramírez · Iris Tió · Blanca Toledano |

## Přehled medailí
| Pořadí | Země   | Zlato | Stříbro | Bronz | Celkově |
| ------ | ------ | ----- | ------- | ----- | ------- |
| 1      |        |       |         |       |         |
| celkem | celkem | 2     | 2       | 2     | 6       |